# Bertha Lindberg (1882–1970)
Bertha Karolina Lindberg, född 10 november 1882 i Viborg, död 31 januari 1970 i Helsingfors, var en finländsk skådespelare, teaterregissör och teaterpedagog.

## Biografi
Lindberg var dotter till en affärsman. Hon studerade vid det kvinnliga gymnasiet i Viborg och läste både finska och svenska. Vidare studerade hon vid Helsingfors hantverksskola, Ateneumet, teckningsskolan vid Helsingfors universitet och vid huvudstadens finländska flickskola. Åren 1908–1910 studerade Lindberg vid Svenska Teaterns elevskola och var därefter verksam som skådespelare vid teatern. Åren 1917–1918 studerade Lindberg i Moskva hos Konstantin Stanislavskij. Under 1910- och 1920-talen var Lindberg verksam vid åtta olika teatrar i Tammerfors, Åbo och Helsingfors.
Som teaterpedagog var Lindberg mycket uppskattad och bland hennes elever märks Kaarlo Kartio. Hon gjorde uppseendeväckande många studieresor till bland annat Ryssland, Österrike, Tyskland, Paris, Italien, Riga och Warszawa. 
1947 tilldelades Lindberg Pro Finlandia-medaljen.